# 渡瀬譲
渡瀬 譲（わたせ ゆずる、1907年6月29日 - 1978年5月17日）は、日本の物理学者。宇宙線研究の草分けとして著名で、大阪市立大学学長を務めた。大阪市北区出身。

## 人物
実家は、大阪・梅田の阪神百貨店の西側にあった木造3階建て旅館「国有館」。
天王寺師範学校附属小学校、大阪府立生野中学校、姫路高等学校を経て、京都帝国大学経済学部に進学。河上肇の弟子となり、唯物弁証法を学んだ。1930年に卒業後、唯物弁証法を実践するため東北帝国大学理学部に入り直し、物理学を学んだ。1933年の卒業前に東芝に就職が内定していたが、採用を取り消されたため、学究の道に進路変更し、1933年に新設された大阪帝国大学理学部の助手になった。
大阪帝国大学初代総長の長岡半太郎は設立当初から物理学科を重視し、理化学研究所から菊池正士を教授として招聘。菊池研究室には後にノーベル賞を受賞した湯川秀樹を含め全国から有望な若手研究者が集まり、原子核研究のメッカとなった。
渡瀬らは大型サイクロトロンを建設したが、せっかく完成したのを終戦直後、米軍に破壊され、原子核研究を制限されたため、宇宙線研究に軸足を移した。戦後は新制大阪大学の助教授、教授に就任。渡瀬の弟子には、日本の宇宙線研究の第一人者である小田稔、福井崇時、宮本重徳らがいる。
1949年から新設の大阪市立大学理工学部物理学科の教授を併任し、1953年、同大学に移籍。理学部長を経て、学長に就任した。学長時代の渡瀬は、研究者としてのみならず、1971年に発覚した大阪大学と大阪市立大学の医学部入試問題漏洩事件への真摯な対応が有名である。渡瀬は記者会見し、不正入学した学生に対し、涙を流しながら「学生諸君、私は刑吏ではない。ひとりの教育者として、君たちの良心を信じる。身に覚えがあるのなら、自ら名乗り出てほしい。ひとりの人間として自分自身で出直してほしい」と訴えかけた。結局、6人の学生が自ら名乗り出、渡瀬も「自主退学」という温情ある措置を取った。
その後、大阪女子大学（2005年に大阪府立大学と統合）の学長となり、後年は大学運営に心血を注いだが、1978年に急死した。

## 著書
- 『現代の物理学』（啓林館　自然科学基礎シリーズ　1973年）